# Alberndorf im Pulkautal
Alberndorf im Pulkautal è un comune austriaco di 735 abitanti nel distretto di Hollabrunn, in Bassa Austria.